# Свобода слова на Украине

Свобода прессы в 2021 году, Reporters Without Borders. Украина отмечена как страна с "заметными проблемами".

Свобода слова на Украине — гарантируемое Конституцией Украины право свободно искать, получать, передавать, производить и распространять информацию любым законным способом. Свобода слова на Украине имеет в целом положительную тенденцию после провозглашения независимости, хотя и нестабильную — так, в зависимости от внешних и внутренних факторов, место Украины в индексе свободы прессы варьировалось от 112 до 134 в 2002 году и от 89 до 169 в 2017 году. Украина была признана "частично свободной" после Оранжевой революции. В 2020 году Украина поднялась в рейтинге свободы прессы до 96 позиции из 180, таким образом впервые войдя в первую сотню стран рейтинга. По состоянию на 2024 года Украина занимает 61 место в рейтинге
Свобода слова — одна из наибольших ценностей и свойств демократического управления. В развитии свободы слова независимая Украина прошла путь от годов коммунистической модели в 90-х, при которой запрещены частная пресса, а государственная пресса цензурируется, через 1999, когда президент Украины был «одним из главных врагов свободы прессы» (см. раздел История), до 2006—2008 годов, когда Украина была признана «самой либеральной страной» на всем постсоветском пространстве, исключая страны Балтии.
Уровень свободы слова на Украине тесно связан с тем, что Украина отражает вооружённую агрессию России. Во время полномасштабной войны с Россией, начавшейся в 2022 году, Украина считается «частично свободной страной», участвующей в войне. В 2022 году Украина переместилась с 97 на 106 место в рейтинге свободы прессы в связи с ограничениями на свободу прессы во время военного положения. Украинские журналисты получили Пулитцеровскую премию за то, что «несмотря на бомбардировки, похищения, оккупацию и даже смерти в их рядах, они продолжали стремиться предоставить точную картину ужасной реальности, оказывая честь Украине и журналистам по всему миру».

## Правовые основы

### Конституционные нормы и международные договоры
Согласно статье 34 Конституции Украины:
1. Каждому гарантируется право на свободу мысли и слова, на свободное выражение своих взглядов и убеждений.
2. Каждый имеет право свободно собирать, хранить, использовать и распространять информацию устно, письменно или иным способом — по своему выбору.
3. Осуществление этих прав может быть ограничено законом в интересах национальной безопасности, территориальной целостности или общественного порядка с целью предотвращения беспорядков или преступлений, для охраны здоровья населения, для защиты репутации или прав других лиц, предотвращения разглашения информации, полученной конфиденциально, или обеспечения авторитета и беспристрастности правосудия.

Ратифицированная Украиной в 1997 году Европейская Конвенция о защите прав человека и основных свобод предусматривает обеспечение права на свободу выражения мнения (статья 10):
1. Каждый имеет право свободно выражать своё мнение. Это право включает свободу придерживаться своего мнения и свободу получать и распространять информацию и идеи без какого-либо вмешательства со стороны публичных властей и независимо от государственных границ. Настоящая статья не препятствует государствам осуществлять лицензирование радиовещательных, телевизионных или кинематографических предприятий.
2. Осуществление этих свобод, налагающее обязанности и ответственность, может быть сопряжено с определёнными формальностями, условиями, ограничениями или санкциями, которые предусмотрены законом и необходимы в демократическом обществе в интересах национальной безопасности, территориальной целостности или общественного порядка, в целях предотвращения беспорядков или преступлений, для охраны здоровья и нравственности, защиты репутации или прав других лиц, предотвращения разглашения информации, полученной конфиденциально, или обеспечения авторитета и беспристрастности правосудия.

## «Индекс свободы прессы»
Положение Украины в индексе свободы прессы с 2002 по 2024 год:
| Год         | Место в рейтинге |
| ----------- | ---------------- |
| 2002        | 112              |
| 2003        | 132 ▼            |
| 2004        | 138 ▼            |
| 2005        | 112 ▲            |
| 2006        | 105 ▲            |
| 2007        | 92 ▲             |
| 2008        | 87 ▲             |
| 2009        | 89 ▼             |
| 2010        | 131 ▼            |
| 2011 - 2012 | 116 ▲            |
| 2013        | 126 ▼            |
| 2014        | 127 ▼            |
| 2015        | 129 ▼            |
| 2016        | 107 ▲            |
| 2017        | 102 ▲            |
| 2018        | 101 ▲            |
| 2019        | 102 ▼            |
| 2020        | 96 ▲             |
| 2021        | 97 ▼             |
| 2022        | 106 ▼            |
| 2023        | 79 ▲             |
| 2024        | 61 ▲             |

## История

### Президентство Леонида Кучмы (1994-2004)
После президентского срока Леонида Кравчука свобода прессы стала ухудшаться. Во время президентства Леонида Кучмы с 1994 по 2004 год некоторые критически настроенные по отношению к нему СМИ были принудительно закрыты. В 1999 году Комитет защиты журналистов поставил Кучму в список худших врагов свободы прессы. В том же году украинское правительство стало давить на медиа через налоговые инспекции (Микола Азаров, который позже стал премьер-министром Украины, был, во время президентства Кучмы, главой налоговой инспекции), иски о клевете, субсидирование и угрозы журналистам. Это привело многие СМИ к самоцензуре. В 2003 и 2004 годах власти вмешивались в дела СМИ через письменные и устные указания, о каких событиях писать. К концу в Украине президентских кампаний на выборах 2004 года многие медиа стали эти указания игнорировать и писать в более объективной, профессиональной манере.

### Оранжевая революция и президентство Виктора Ющенко (2004-2010)
После Оранжевой революции Украина стала независимее и свободнее, страна стала считаться "частично свободной". В 2007 и 2008 годах были зафиксированы многочисленные нападки и угрозы по отношению к украинским журналистам, в том числе протестовавших против государственных решений, но в основном - живущих в провинциях и расследовавших коррупцию и другие государственные преступления в стране. В 2007 году Комитет защиты журналистов постановил, что данные преступления, и иногда отказ правоохранителей преследовать преступников, "способствовали созданию атмосферы безнаказанности среди независимых журналистов". В декабре 2009 года кандидатка в президенты на президентских выборах 2009 года в Украине Юлия Тимошенко и на тот момент премьер-министресса Украины заявила, что центральное телевидение Украины "манипулирует сознанием людей в интересах бизнесменов и олигархов".

### Президентство Виктора Януковича (2010-2014)
С начала президентства Виктора Януковича в 2010 году украинские журналисты и международные наблюдатели, включая Европейскую федерацию журналистов, Репортёров без границ и Международный институт прессы, заявили об ограничениях свободы СМИ. Неназванные журналисты в начале мая 2010 года заявили, что они добровольно ограничивали спектр того, о чём сообщать, в основном оппозицию, чтобы не оскорбить администрацию Януковича и первое правительство Азарова. Правительство Азарова, Офис президента Украины и сам Янукович отрицали цензурирование медиа. На тот момент руководительница Офиса президента Ганна Герман 13 мая 2010 года заявила, что оппозиции выгодна тема цензуры в СМИ и что реакция международных наблюдателей была следствием провокаций со стороны оппозиции. 12 мая 2010 года комитет украинской Верховной рады по свободе слова и информации призвал Офис генерального прокурора Украины немедленно рассмотреть жалобы журналистов на цензуру. Также в мае 2010 года из больше, чем 500 национальных и региональных журналистов было создано движение "Стоп Цензура". 20 мая 2010 года Верховная Рада приняла закон, устанавливающий защиту для владельцев офисов СМИ, а также защиту для издательств, магазинов книг, дистрибьюторов, творческих союзов и прочих, в частности было запрещено их принудительное закрытие. Международный институт прессы 10 августа 2010 года адресовал Януковичу открытое письмо с требованием обратить внимание на то, что организация описала как пугающее за последние 6 месяцев ухудшение ситуации со свободой прессы в Украине. Докладчик ПАСЕ Ренат Вовенд 6 октября заявил, что "Было особенно важно учесть развитие СМИ в Украине. За последние годы был сделан некоторый прогресс, но также была и обратная тенденция". В январе 2011 года Freedom House заявили, что они обнаруживали "негативные тенденции в Украине" на протяжении 2010 года. Эти тенденции включали ограничение свободы прессы, угрозы гражданскому обществу, и возрастающее влияние государства на судебную систему. Согласно докладам Государственного департамента США от 2008 и 2009 годов, в 2009 году со стороны государства не было попыток прямого контроля СМИ, однако были заявления об угрозах журналистам, которые поступали от государственных и локальных чиновников. Также среди СМИ была тенденция самоцензуры на темы, которые государство считало "чувствительными". Была возможность купить участие в телевизионном ток-шоу за 40 тысяч гривен, или примерно на тот момент $5 000.. Наблюдатели также были обеспокоены требованиями очень больших компенсаций в судебных исках за клевету. В 2014 году также был отмечен высокий уровень повсеместной коррупции.

### Евромайдан и президентство Петра Порошенко (2014-2019)
ОБСЕ в мае 2014 года заявили, что с ноября 2013 года обнаружили примерно 300 случаев жестоких атак на СМИ в Украине. Согласно украинскому негосударственному Институту массовой информации, в 2014 году было зафиксировано как минимум 995 нарушений принципов свободы прессы, в два раза больше, чем в 2013 (496) и в три раза больше чем в 2012 (324). Согласно тому же институту, было зафиксировано 286 случаев физического насилия над журналистами, большинство из которых произошло во время Евромайдана (82 случая в январе и 70 в феврале). Всего 78 журналистов было похищено различными группами людей. 20 случаев похищения произошло в апреле в Донецке. В 2014 способы ограничить свободу прессы в Украине включали блокирование доступа к зданиям полицией, физические атаки на пресс-центры и кибератаки на различные СМИ, вроде УНИАН. Эти атаки происходили в разных частях страны. В Киеве, например, телевизионную станцию 112 Украина атаковали зажигательной бомбой. Случаев политического вмешательства в дела СМИ стало заметно меньше после побега Януковича из Украины. Почти сразу СМИ стали открыто обсуждать протесты Евромайдана, включая случаи насилия. Во время парламентских выборах 2014 года в СМИ было представлено разнообразие политических позиций. В 2014 также отмечали мелкие случаи давления и цензуры. В Кропивницком в декабре 2014 года региональный политик попросил сотрудника проверить газету "Зоря" перед её публикацией.  В марте 2015 года в Украине появились проблемы цензуры, затрагивающие агрессивную пропаганду от государственных СМИ РФ, направленную на поддержку аннексии Крыма, сепаратизма на Донбассе и дискредитацию украинского государства. Западные наблюдатели были обеспокоены тем, что под влиянием войны и экстремальной поляризации общества украинское государство жестоко подавляет высказывание про-сепаратистских мнений. Например, было принудительно закрыто большинство российских телеканалов и запрещён въезд в страну нескольким журналистам на основании того, что они распространяют военную пропаганду, угрожают национальным интересам и/или нарушают территориальную целостность Украины. 2 декабря 2014 года было создано Министерство информационной политики Украины. Согласно Юрию Стецу, первому министру данного министерства, его цель - предоставить народу настоящую информации из оригинальных источников, сделать Украину популярнее среди остального мира, противостоять российской информационной агрессии и предотвратить внешнее воздействие на украинское медиа-пространство. Пётр Порошенко, на тот момент украинский президент, заявил, в ответ на предположения, что новое министерство будет заниматься цензурой, что оно будет заниматься внешними действиями для того, чтобы остановить атаки агрессора на Украину. 15 мая 2017 года Пётр Порошенко подписал декрет, согласно которому в Украине блокируются популярные российские сайты, вроде Яндекса, ВК, Одноклассников. 16 мая 2017 года Порошенко анонсировал декрет, удалил все свои страницы, находившиеся на заблокированных сайтах и призвал всех украинцев перестать пользоваться российскими сайтами из соображений безопасности. Таня Купер, исследовательница Украины для Human Rights Watch, заявила, что блокировки - "циническая, политически выгодная атака на право получать информацию миллионов украинцев, а также атака на их личную и профессиональную жизнь". Репортёры без границ также осудили блокировки и призвали разблокировать сайты. Начиная с ноября 2015 года украинским политикам запрещено быть основателями или сооснователями печатных СМИ. В 2015 году Freedom House заявила о том, что Украина из несвободной страны стала "частично свободной". Организация обосновала изменения тем, что:
Статус Украины улучшился с несвободного до частично свободного из-за больших изменений в медиапространстве после падения правительства Виктора Януковича в феврале, несмотря на увеличение случаев атак на журналистов во время протестов Евромайдана и конфликта на востоке Украины. Уровень враждебности государства и юридического давления на журналистов упал, также как упало и политическое давление на государственные СМИ. Медиа также выиграло от улучшений в законодательстве, касающихся доступа к информации и большей независимости регуляторов вещания.
Также в сентябре 2015 Freedom House классифицировали Интернет и прессу в Украине как "частично свободные". Украина в 2017 году была на 102 месте (всего 180) в Индексе свободы прессы авторства Репортёров без границ.

### Вторжение России в Украину (с 2022)
3 марта 2022 года в уголовный кодекс Украины была внесена статья 436-2, с заголовком "Оправдание, признание легитимным или отрицание вооружённой агрессии Российской Федерации против Украины, обожествление участников агрессии". Статья, которую раскритиковали ZMINA, отделение Human Rights Watch, устанавливает за высказывание подобных мнений наказания в виде принудительных работ до двух лет или лишение свободы на срок до восьми лет. Гонсало Лира, американский пророссийский пропагандист, живший в Украине, был одним из тех, кого арестовали по данной статье. 29 декабря 2022 года Владимир Зеленский подписал, несмотря на возражения международных и локальных наблюдателей, спорный закон, расширяющий возможности государства по контролю СМИ и журналистов в стране. Согласно докладу Государственного департамента США, опубликованному в 2023, на свободу прессы были наложены такие ограничения, которые положили начало "беспрецедентному уровню контроля телевизионных новостей во время прайм-тайма". Некоторые ораторы, критиковавшие государство, попали в чёрный список государственных СМИ. СМИ и журналисты, которых посчитали угрозой для национальной безопасности и которые не поддерживали суверенитет и территориальную целостность Украины были заблокированы или на них были наложены санкции.

### Преследования журналистов
В 2016 году агрессия против журналистов осталась на уровне предыдущего года — за первое полугодие 2016 года зафиксировано 23 нападения на журналистов. После обсуждения причастности Порошенко к панамскому скандалу с офшорами на ток-шоу Шустер Live, ведущего, Савика Шустера, обвинившего президента Украины в том, что он ведет себя как «Сталин с офшорами», сняли с эфира. 3 августа 2016 года заместитель министра информационной политики Украины Татьяна Попова в знак протеста против позиции руководства страны, которое не реагирует на атаки на журналистов со стороны политиков, подала в отставку.
30 августа 2017 года российская журналистка Анна Курбатова, работавшая на «Первый канал», была похищена сотрудниками СБУ в центре Киева и увезена в неизвестном направлении. На следующий день она была депортирована в Москву с запретом посещать Украину в течение трёх лет, а причиной депортации, по сообщению канала «Эхо Москвы», стало использование термина «гражданская война» по отношению к боевым действиям на востоке Украины. В свете этого события представители международной организации Комитет защиты журналистов (англ. Committee to Protect Journalists) осудили этот шаг украинских властей и призвали их не препятствовать профессиональной деятельности Анны Курбатовой и других сотрудников СМИ, работающих в Украине. Помимо этого, по сообщению информационного агентства «Рейтер», это событие вызвало отрицательную реакцию у функционеров ОБСЕ, которые занимаются мониторингом конфликта на востоке Украины.
В 20-м докладе управления верховного комиссара ООН по ситуации с правами человека в Украине (п. 13) выражается обеспокоенность в связи с уголовным преследованием независимых украинских медиа-активистов, журналистов и блогеров. Весьма широкая интерпретация и произвольное использование силовиками СБУ положений антитеррористического законодательства заставляет констатировать факт того, что ситуация со свободой слова и самовыражения в Украине остаётся далёкой от идеальной.
2018
В январе 2018 года главный редактор издания Страна.ua Игорь Гужва попросил в Австрии политического убежища из-за давления со стороны властей Украины.
8 июня 2018 года Европейская федерация журналистов осудила «растущее вербальное насилие, в том числе в интернете, в отношении журналистов в Украине». В заявлении также отмечается, что инсценировка убийства журналиста Аркадия Бабченко «серьезно влияет на доверие к журналистам», поскольку «общественное мнение намеренно вводится в заблуждение пропагандистской операцией», а также заявила о полной поддержке украинских коллег из агентства Национального союза журналистов в связи с высказываниями первого заместителя председателя Верховной Рады Украины Ирины Геращенко, названными в ЕФЖ «вербальной атакой», о якобы пособничестве представителей союза «кремлёвской пропаганде».

### Декоммунизация
В 2015 году был принят пакет законов, который установил уголовную ответственность для лиц, открыто выражающих коммунистические взгляды и отрицающих «преступления коммунистического тоталитарного режима».
10 мая 2017 года украинское отделение международной правозащитной организации Amnesty International раскритиковало задержание мирных демонстрантов за «ненасильственное использование советской символики». «Запрет символики, связанной с коммунистической партией и советским прошлым (принятые в мае 2015 законы о декоммунизации) является нарушением права на свободу выражения, а задержание мирных демонстрантов является шагом в ограничении свободы слова и мирных собраний со стороны украинской власти», — заявила Оксана Покальчук, директор Amnesty International в Украине.

### Интернет-цензура
6 июля 2023 года Национальным центром оперативно-технического управления сетями телекоммуникаций (НЦУ) было выпущено новое распоряжение № 461/1292 о блокировке доменных имен. В этом распоряжении НЦУ обязал поставщиков электронных коммуникационных сетей и/или услуг блокировать доступ к доменным именам, которые, по мнению НЦУ, представляют угрозу национальной безопасности Украины.

## Мнения

### Мнения независимых экспертов
В 2016 году членом правления правозащитной организации «Репортёры без границ» Джеммой Перцген было высказано мнение, что «украинский телеэфир превратился в арену информационной войны и разборок между конкурирующими между собой олигархами, а журналисты — в их марионеток». Существенное влияние на медиапространство Украины, по наблюдению Перцген, оказывает война в Донбассе и масштабная российская пропаганда, что, заявила она, «привело к небесспорным контрмерам правительства в Киеве». К числу таких мер она относит украинские законы, запретившие ретрансляцию 15 российских телеканалов и демонстрацию многих сделанных в России телесериалов и кинофильмов, а также запрет на въезд для большого числа иностранных журналистов, причём не только российских, но и немецких.
В 2016 году Международная правозащитная организация Human Rights Watch выразила обеспокоенность созданием в Украине Министерства информационной политики. В числе других правительственных мер, ограничивающих свободу слова и СМИ, правозащитная организация назвала запрет ряда российских фильмов и книг российских авторов, а также запрет на въезд в страну для ряда певцов, актеров, журналистов и блогеров, также преимущественно российских.

### Давление Офиса президента Украины
В октябре 2024 года журналисты «Украинской правды» заявили, что Офис президента Украины длительное время оказывал системное давление на редакцию. Согласно заявлению редакции, это выражалось в блокировке контактов издания со спикерами от власти и давлении на бизнес для отказа от рекламного сотрудничества. Также упоминался случай «эмоционального общения» президента Владимира Зеленского с журналистом издания Романом Кравцом. 